# مارجوري لورانس
مارجوري لورانس (بالإنجليزية: Marjorie Lawrence)‏ هي مغنية أوبرا ومغنية أسترالية، ولدت في 1907 في فيكتوريا في أستراليا، وتوفيت في 10 يناير 1979 في ليتل روك في الولايات المتحدة بسبب قصور القلب.

## وصلات خارجية
- مارجوري لورانس على موقع IMDb (الإنجليزية)
- مارجوري لورانس على موقع ميوزك برينز (الإنجليزية)
- مارجوري لورانس على موقع أول ميوزيك (الإنجليزية)
- مارجوري لورانس على موقع ديسكوغز (الإنجليزية)
- مارجوري لورانس على موقع قاعدة بيانات الفيلم (الإنجليزية)